# Waterloo International
A Waterloo International vasútállomás volt az Eurostar nemzetközi vasúti járat londoni végállomása 1994. november 14-i megnyitásától 2007. november 13-i bezárásáig, amikor is a London St Pancras International váltotta fel a nemzetközi vasúti járatok végállomásaként a High Speed 1 (HS1) megnyitása után. A pályaudvar a London Waterloo főpályaudvar nyugati oldalán volt, de külön kezelték és külön márkanévvel látták el.
2017 augusztusában az épületeket és a peronokat egy hónapra újra megnyitották, miközben a főpályaudvaron belüli peronokat átépítették. Az átépítési időszakot követően a 20-22. peronok 2018 decemberében a főpályaudvar részeként nyíltak meg újra, majd 2019 májusában a 23. és 24. peronok.

## Története

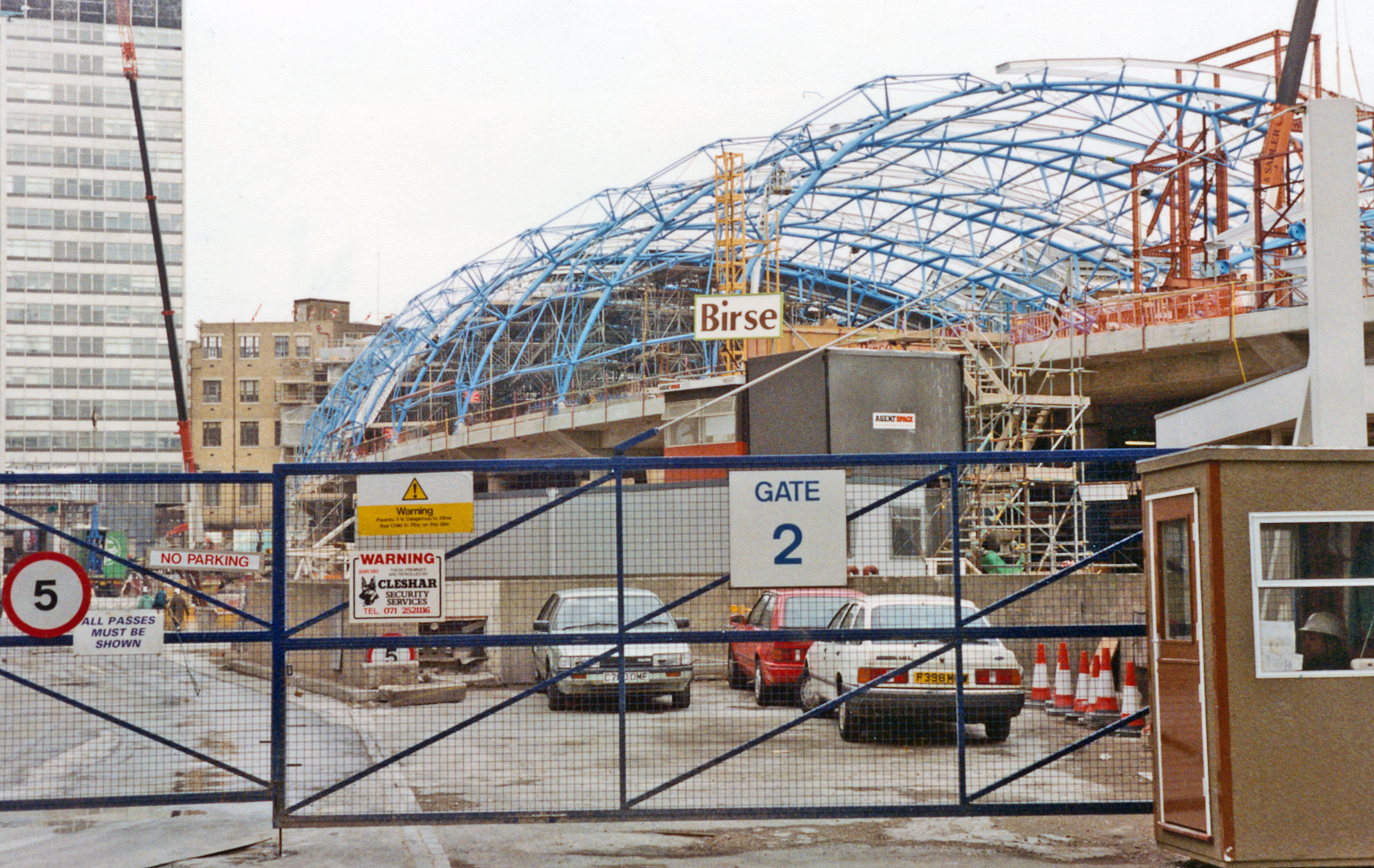
A Waterloo International építés közben 1992-ben

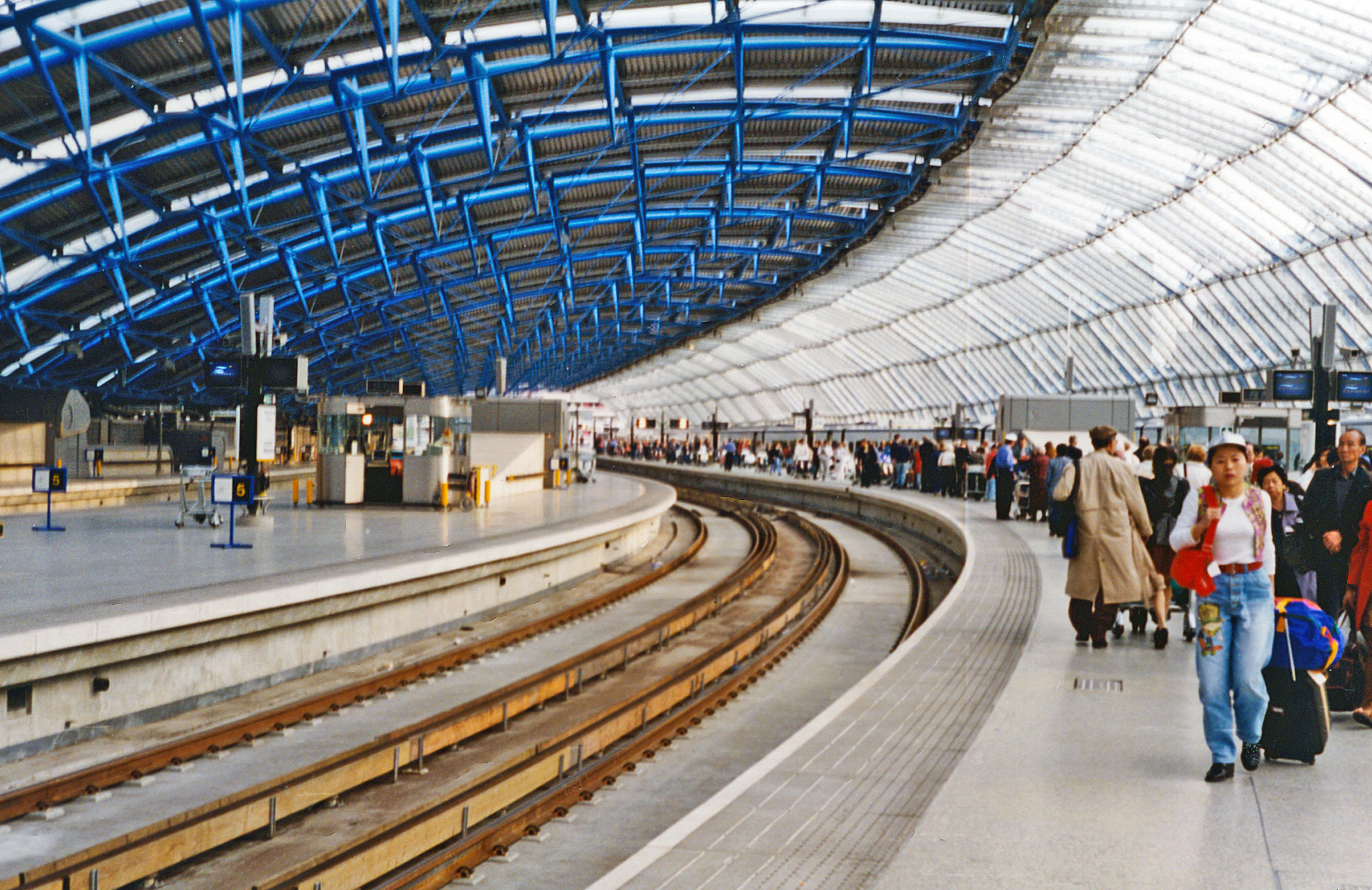
A Waterloo International boltíves csarnoka

Az állomást a Grimshaw Architects tervezte, a Sir Alexander Gibb & Partners nevezte ki tanácsadó mérnököknek. 1990 októberében a Bovis Construction kapta meg az építési szerződést. 1993 májusában készült el, időben a Csatorna-alagút tervezett befejezéséhez. A pályaudvart 1993 májusában fejezték be. Az alagút építése azonban késett, és az állomás csak 1994 novemberében nyílt meg, amikor is elnyerte az Európai Unió Kortárs Építészeti Díját, valamint a Royal Institute of British Architects „Az év épülete” díját.
A Waterloo International öt peronnal rendelkezett, amelyek száma 20-tól 24-ig terjedt, egy (20-as) a főpályaudvarról átvett, négy pedig új peron volt. A főpályaudvar peronjaitól eltérően ezek elég hosszúak voltak ahhoz, hogy akár 20 kocsiból álló vonatok is elférjenek rajtuk (teljes hosszuk 394 méter). A peronokat egy 400 méter hosszú, 36 ívből álló, prizmás szerkezetet alkotó üveg- és acélboltozat fedte, amelyet az Anthony Hunt Associates tervezett. Az öt boltozatot hengeres betonoszlopok rácsa tartja, amelyek a parkoló szintjéről a forgalmi szinteken át a peronokig emelkednek. A meglévő Waterloo pályaudvart egy szerkezeti üvegfal választotta el a Nemzetközi pályaudvartól.
A főpályaudvar előtere előtt egy kétszintes fogadóteret alakítottak ki. A tető íve a nyugati oldalon meredekebb, és itt a vonatok közel haladtak el a szerkezethez. A tető íveit két különböző, háromszög keresztmetszetű, ívelt gerendaváz alkotja, csőacélból (CFS) készült nyomógerendákkal és tömör acélból készült húzógerendákkal. Mind a nyomó-, mind a húzógerendák íveltek - Anthony Hunt statikus mérnök „banán alakúnak” nevezte a gerendákat. Az ívelt, kúpos fürtös fürtösöket később nagyszerűen alkalmazták a huddersfieldi Kirklees Stadionban.
Az első Eurostar indulás 1994. november 14-én volt, az utolsó járat 2007. november 13-án indult. A következő naptól az Eurostar járatok az új londoni végállomást, a St Pancras International-t használták.

### Az Eurostar után
A Waterloo International állomás tulajdonjoga a London & Continental Railways-től a BRB (Residuary) Limited-re szállt át, és nem voltak egyértelmű tervek az Eurostar peronok jövőbeli használatára vonatkozóan. Egyes jelentések szerint üzlethelyiségek céljára használnák őket, de egy 2008. június 4-i parlamenti írásbeli válasz szerint a 20. peront 2008 decemberétől a South West Trains egyes járatai fogják használni. A bezárás idején a Network Rail-nek nem voltak azonnali tervei a másik négy korábbi nemzetközi peron belföldi használatra történő felhasználására, és 2007 novemberétől használaton kívül voltak.
2010. július 4. és 2011. január 2. között a használaton kívüli peronok közül kettő színházi előadásoknak adott otthont Edith Nesbit The Railway Children című művéből, a közönség a tényleges vasúti pálya mindkét oldalán ült. Az előadásban egy gőzmozdonyt is használtak, amelyhez az 1970-es film egyik eredeti kocsiját kapcsolták, amelyet egy British Rail 08 sorozatú tolatómozdony tolt ki és be a színházi területre, ahogyan az szükséges volt.
A főpályaudvar 2013 karácsonyától kezdődő felújítása során az összes korábbi nemzetközi peront átmenetileg regionális járatok számára használták. 2014 májusában a 20-as peron ismét rendszeres használatba került a menetrend szerinti járatok számára.
2016 márciusában bejelentették, hogy a peronokat és a terminálépületet egy 800 millió fontos felújítás részeként beépítik a főpályaudvarba. 2017 augusztusában a peronokat ideiglenesen használták, amíg más peronokat korszerűsítettek, majd egy további, felújítás miatt történő lezárás után 2018 decemberében (20, 21 és 22) és 2019 májusában (23 és 24) véglegesen újra használatba vették őket. A terminálépület 2022 végén „The Siding” nevű bevásárlóközpontként kezdett új életet.